# تومویوکی هوشینو
تُومُویوکی هُوشینُو (星野 智幸،Tomoyuki Hoshino، متولد ۱۹۶۵) نویسندهٔ معاصر ژاپنی است. آثار او تا به حال جوایز ادبی بسیاری برده‌اند؛ از جمله بونگِی، میشیما یوکیو، نُوما، کنزابورُو اُوئه، یومینُوری، و تانیزاکی.
وی متولد لس‌آنجلس است و در سه سالگی به همراه خانواده در ژاپن ساکن شد. وی بعد از تحصیل در دانشگاه به فعالیت‌های ژورنالیستی پرداخت و چند سالی در مکزیک زندگی کرد. وی در جایگاه ژورنالیستِ مهمان دربارهٔ موضوعات مختلفی مانند فوتبال، مسائل جنسیتی، امپراتوری ژاپن و مسائل ملی و اجتماعی ژاپن نوشته‌است. هوشینو اولین رمانش را در ۱۹۹۷ منتشر کرد که برندهٔ جایزهٔ بونگِی شد. رمان‌های دیگر او نیز برندهٔ جوایز ادبی دیگری شده‌اند. بعضی از آثار او به انگلیسی نیز ترجمه شده‌اند.

## آثار منتخب
۱۹۹۷- The Last Gasp 最後の吐息؛ برندهٔ جایزهٔ بونگِی

۲۰۰۰- The Mermaid Sings Wake Up 目覚めよと人魚は歌う؛ برندهٔ سیزدهمین دورهٔ جایزهٔ یوکیو میشیما

۲۰۰۲- (short story) Sand Planet؛ نامزد جایزهٔ آکوتاگاوا

۲۰۰۲- The Poisoned Singles Hot Springs

۲۰۰۳- Fantasista ファンタジスタ؛ برندهٔ جایزهٔ ادبی نُوما

۲۰۰۳- Naburiai

۲۰۰۴- Lonely Hearts Killer

۲۰۰۵- Alkaloid Lovers

۲۰۰۶- The Worussian-Japanese Tragedy

۲۰۰۶- The Story of Rainbow and Chloe

۲۰۰۶- We the Children of Cats (collection)

۲۰۱۰- It’s Me, It’s me 俺俺؛ برندهٔ جایزهٔ کنزابورو اوئه ۲۰۱۱

۲۰۱۴- The Night Is Not Over 夜は終わらない؛ (بر اساس هزارویکشب)؛ برندهٔ جایزهٔ یُومینُوری

۲۰۱۸- Honō 焰؛ برندهٔ جایزهٔ تانیزاکی ۲۰۱۸